# تاريخ الفكر الأندلسي

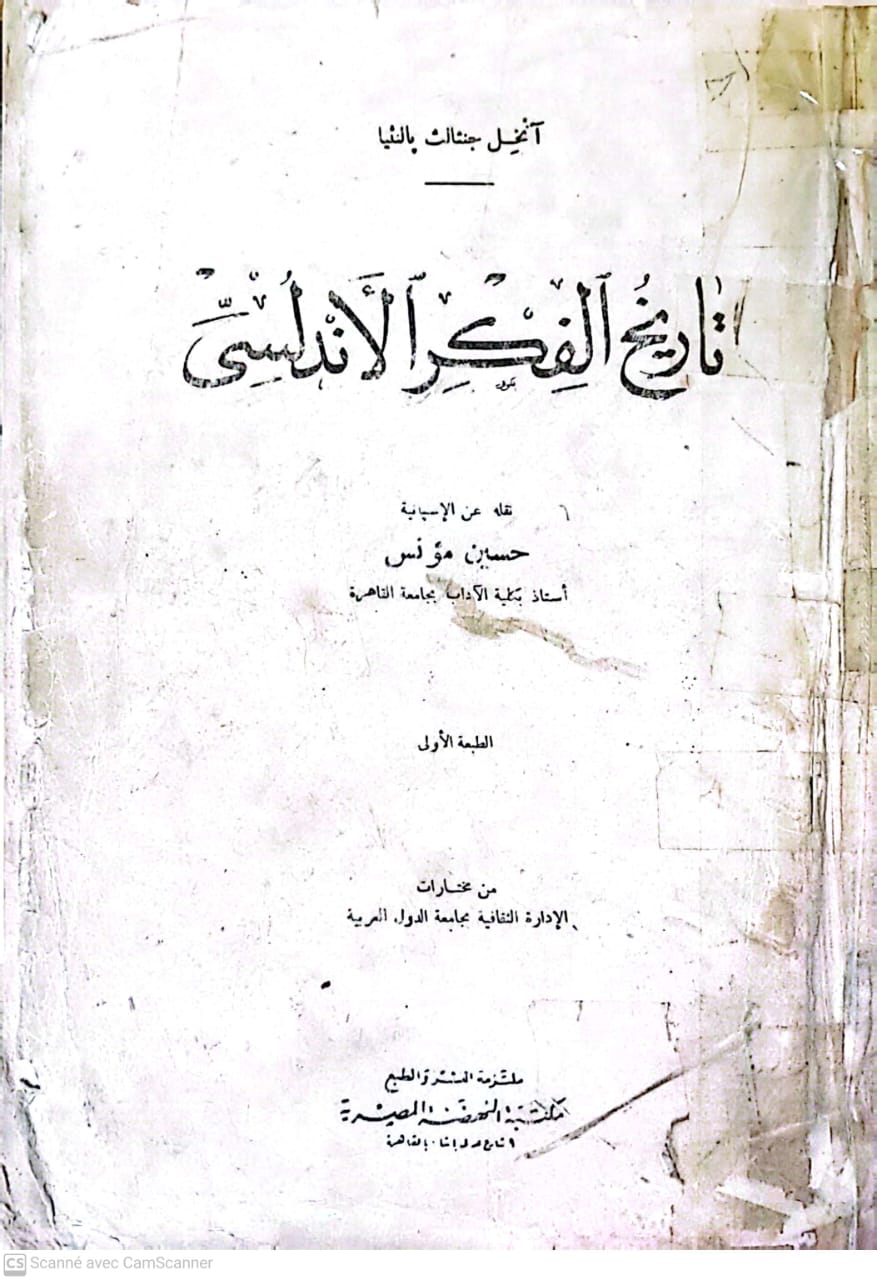
تاريخ الفكر بالأندلس من عصر الأمارة إلى سقوط غرناطة

كتاب "تاريخ الفكر الأندلسي" للكاتب الإسباني إنخل جنثالث بلانثيا (Ángel González Palencia)، هو من أبرز الأعمال التي تناولت تاريخ الفكر الأندلسي، كما يعد دراسة موسعة عن تطور الفكر والثقافة في الأندلس الإسلامية.

## فصول الكتاب
الفصل الأول: مقدمة تاريخية
الفصل الثاني: الشعر: الشعر الفصيح (عصر الإمارة، عصر الخلافة، عصر الطوائف، عصر المرابطين، عصر الموحدين، مملكة غرناطة، الاتجاه الشعبي)
الفصل الثالث: الأدب
الفصل الرابع: النحو ومعاجم اللغة
الفصل الخامس: كتب التاريخ (عصر الخلافة، عصر الطوائف، عصر المرابطين والموحدين، مملكة غرناطة)
الفصل السادس: الجغرافية والرحلات
الفصل السابع: الفلسفة والإلاهيات(المدرسة الأفلاطونية الحديثة، المدرسة المشائية، التصوف)
الفصل الثامن: علم الحديث

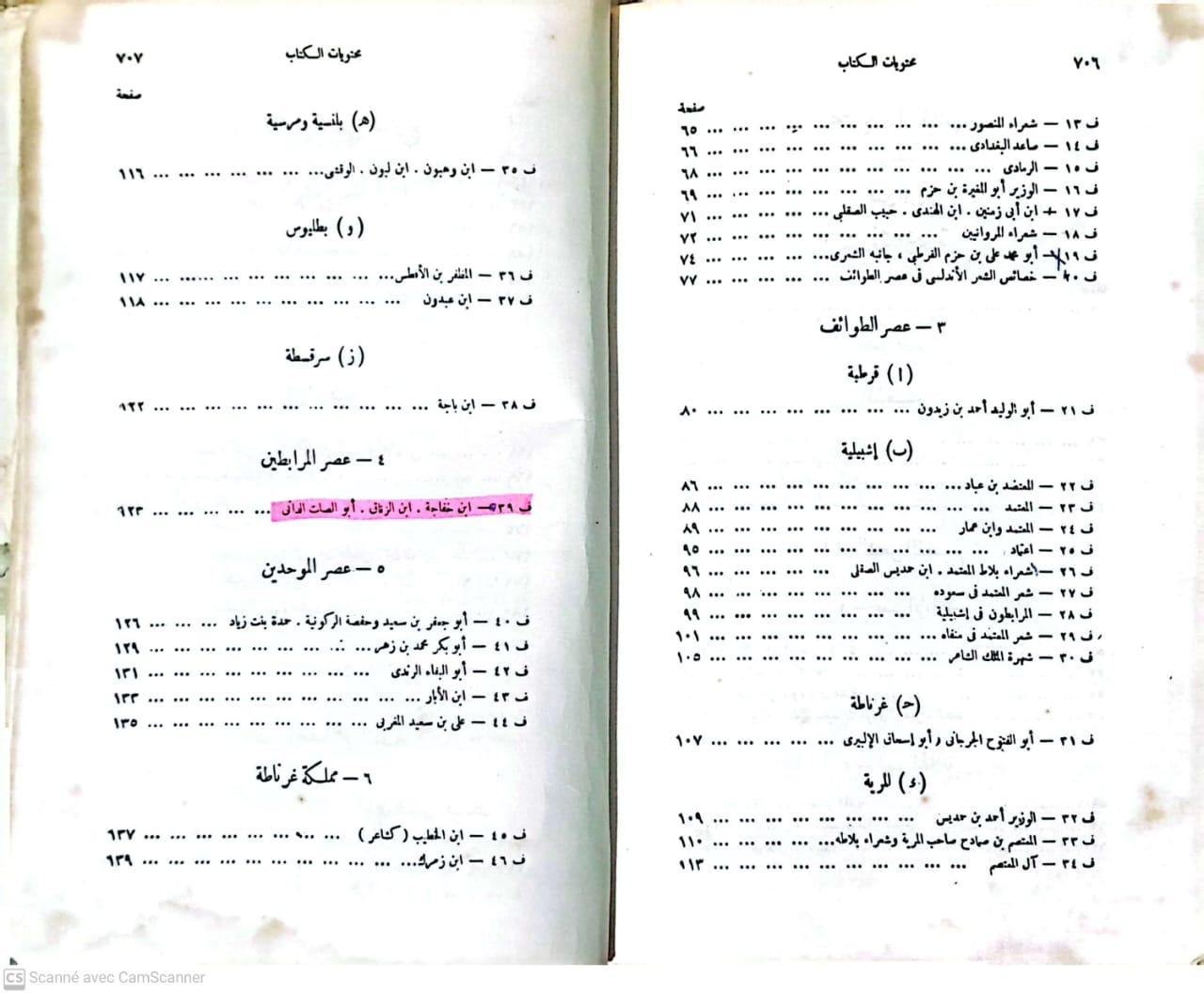
فصول كتاب تاريخ الفكر الندلسي

الفصل التاسع: القراءات وتفسير القرآن
الفصل العاشر: علم أصول الفقه
الفصل الحادي عشر: علم الرياضيات والفلك
الفصل الثاني عشر: الطب والنباتات
الفصل الثالث عشر: الآثار الأدبية لغير المسلمين من الأندلسيين
الفصل الرابع عشر: أدب المستعجمين
الفصل الخامس عشر: أثار الأدب الأندلسي (الفلسفة، العلوم، التربية، القصص، الشعر القصصي في إسبانيا الإسلامية

## محتوى الكتاب
- تطور الفكر الأندلسي، حيث يتناول بدايات الفكر الأندلسي منذ الفتح الإسلامي، ويبرز دور الخلفاء الأمويين في تشجيع العلم والفكر.[2]
- العلوم والفنون في الأندلس، حيث يسلط الضوء على إسهامات الأندلسيين في مجالات الفلسفة، الطب، الفلك، الشعر، والموسيقى. ويناقش التأثير المتبادل بين الثقافة الإسلامية واللاتينية.
- الشخصيات البارزة، حيث يتناول الكاتب أعلام الفكر الأندلسي في الدراسة، مثل ابن رشد، ابن طفيل، ابن حزم، وموسيقيين وعلماء آخرين.. كما أنه يبرز دور العلماء الأندلسيين في الحفاظ على التراث اليوناني وتطويره.
- التحديات الثقافية والسياسية إذ يدرس الصراعات الداخلية، وتأثيرها على الإنتاج الفكري. زيادة على أنه يناقش العلاقة بين المسلمين، والمسيحيين، واليهود في الأندلس، وتأثيرها على الحراك الثقافي.
- نهاية الفكر الأندلسي، حيث يستعرض الكتاب التراجع الفكري في الأندلس بعد سقوط غرناطة، ويوضح كيف استمر تأثير الفكر الأندلسي في أوروبا بعد انتهاء الحكم الإسلامي.

## أهمية الكتاب
يعتبر كتاب "تاريخ الفكر الأندلسي" إنخل جنثالث بلانثيا مرجعًا هامًا للباحثين في تاريخ الفكر الإسلامي، والحضارة الأندلسية. وتتجلى أهميته في أنه:
- عالج الفكر الأندلسي بشمولية، حيث جمع بين الجوانب التاريخية، والثقافية، والفكرية. وبالتالي قدم رؤية شاملة للحضارة الأندلسية، من بداياتها إلى سقوط غرناطة، موضحا العلاقة بين الفكر الأندلسي، والبيئة السياسية، والاجتماعية التي نشأ فيها، مبرزا التفاعل الثقافي والحضاري بين المسلمين، والمسيحيين، واليهود في الأندلس. كما تتمثل أهمية الكتاب في كونه ناقش تأثير الفكر الأندلسي في أوروبا من خلال الترجمة، ونقل المعارف.
- وثق إسهامات الأندلسيين في الفكر الإنساني من خلال استعراضه لإسهامات العلماء والفلاسفة الأندلسيين بشكل مفصل، مثل ابن رشد وابن طفيل وابن حزم، في الفلسفة والعلم. كما أبرز دور الأندلسيين في تطوير علوم الفلك، الطب، الرياضيات، والموسيقى، وكيف مهدت هذه الإسهامات للنهضة الأوروبية.
- ناقش التحديات الفكرية، و الصراع بين الفلسفة والعقيدة في الأندلس، ودور السلطة السياسية في تحديد مسار الفكر/ مظهرا كيفية تأثير الانقسامات السياسية، والصراعات بين ملوك الطوائف في تراجع الإنتاج الفكري، مقدما تحليلًا مفصلا للعوامل السياسية والثقافية التي أدت إلى انهيار الحضارة الأندلسية
- الاسهام في فهم تاريخ الفكر الإنساني حيث يوضح كيف كانت الأندلس نموذجًا للإبداع، والتجديد الفكري، الذي تجاوز مرحلة التأسيس إلى إثبات الذات.
- اعتباره مرجعا أكاديميا للباحثين المهتمين بتاريخ الفكر الإسلامي وتاريخ الأندلس.
- تقديم منظور غربي متوازن حيث يقدم إنخل بلانثيا رؤية متوازنة ومتفهمة لدور الحضارة الإسلامية في الأندلس، إذ يعتبر شهادة على الدور الذي تلعبه التعددية الثقافية، والتفاعل الحضاري في إثراء الإنسانية.

## مميزات الكتاب
- الكتاب مكتوب بأسلوب أكاديمي رصين مدعوم بالمصادر التاريخية.
- يقدم رؤية غربية متوازنة عن الحضارة الأندلسية.
- يعكس اهتمامًا كبيرًا بالتراث الفكري للأندلس ودوره في بناء الحضارة الأوروبية.

1. ↑  إنخل غونثاليث بلانثيا، إنخل (1955). تاريخ الفكر الأندلسي (ط. الأولى). مكتبة النهضة المصرية.{{استشهاد بكتاب}}:  صيانة الاستشهاد: التاريخ والسنة (link)
2. ↑  أنخل بلانثيا (1955). تاريخ الفكر الأندلسي (ط. الطبعة الأولى). دار النهضة المصرية. ص. ص.88/1.